# Kevin Kilmurray
Kevin Kilmurray (Daingean, Offaly; 1950- Dublín, 4 de noviembre de 2022)  fue un futbolista gaélico irlandés que jugó en su equipo local de Daingean y en un nivel mayor para el equipo de Offaly desde 1969 hasta 1980.

## Carrera
Kilmurray nació en 1950 en el poblado de Daingean, Offaly.
Dirigió el equipo senior de fútbol de Offaly desde noviembre de 2004 hasta 2006. Tuvo dos temporadas de campeonato a cargo, sobre todo dirigiendo a Offaly a la final de Leinster SFC de 2006. Esa siguió siendo la aparición más reciente de Offaly allí en el momento de su muerte.

## Fallecimiento
La muerte de Kilmurray se anunció el 4 de diciembre de 2022 a los 72 años tras estar internado en el Hospital St. Vicent's. Fue el quinto miembro del equipo Offaly de 1971–72 en morir, después de Larry Coughlan, Kieran Claffey, Mick O'Rourke y Paddy Fenning.

## Honores
Escuela de Bellcamp
- Leinster Colleges Senior Football Championship: 1967, 1968

Universidad de Dublín
- All-Ireland Senior Club Football Championship: 1974, 1975
- Leinster Senior Club Football Championship: 1973, 1974
- Dublin Senior Football Championship: 1973, 1974
- Sigerson Cup: 1973, 974

Servicio Civil
- Dublin Senior Football Championship: 1980

Offaly
- All-Ireland Senior Football Championship: 1971, 1972
- Leinster Senior Football Championship: 1969, 1971, 1972, 1973, 1980
- Leinster Under-21 Football Championship: 1971